# Villevêque
Villevêque è un ex comune francese di 2 895 abitanti situato nel dipartimento del Maine e Loira nella regione dei Paesi della Loira. Dal 1º gennaio 2019 è accorpato nel nuovo comune di Rives-du-Loir-en-Anjou, insieme al comune di Soucelles.

## Società

### Evoluzione demografica
Abitanti censiti